# 南杭瀬村
南杭瀬村（みなみくいせむら）は、かつて岐阜県安八郡に存在した村である。
現在の大垣市中南部に該当する。
村名は杭瀬川に由来する。杭瀬川と水門川に挟まれた地域である。
田園地帯であるが、大垣市に編入後、地下水が豊富なことから化学工場が多く進出している。

## 沿革
- 江戸時代、一帯は大垣藩領であった。
- 1872年（明治5年） - 安八郡今村と今村入方が合併し、今村となる。
- 1874年（明治7年） -
  - 安八郡割田村が分立し、割田村と外野村となる。
  - 外花村から外渕新田が分離し、外渕村に編入される。
- 1880年（明治13年） - 安八郡今村の一部（旧・今村入方）が、世安村[1]として分立する。
- 1889年（明治22年）7月1日 - 安八郡今村[2]、割田村、外野村、外花村、友江村、及び不破郡青柳村と若森村[3]が合併し、南杭瀬村となる。
- 1897年（明治30年）4月1日 - 南杭瀬村の一部（旧・友江村）が分離し、多芸島村、上笠村などと合併。多芸島村となる。
- 1934年（昭和9年）12月5日 - 大垣市へ編入される。

## 交通
- 伊勢電気鉄道養老線
- 美濃青柳駅

## 学校
- 学校組合立多芸島尋常高等小学校 （多芸島村に設置された多芸島村と南杭瀬村の学校組合立の学校。現・大垣市立日新小学校）